# گلاله (چومان)
گلاله (کردی: گەڵاڵە، Gelale) یک شهر کوچک در کردستان عراق کشور عراق است. این شهرک در ۹ کیلومتری غرب چومان قرار دارد.